# Anders Hallenberg
Anders Hallenberg, född 6 april 1682 i Varbergs församling, Hallands län, död 3 maj 1732 i Dagsbergs församling, Östergötlands län, var en svensk präst.

## Biografi
Hallenberg föddes 1682 i Varbergs stad. Han var son till handlanden Kjell Rasmusson och Anna Andersdotter. Hallenberg studerade i Varberg och blev 1703 student vid Lunds universitet. Han prästvigdes 1708 till krigspräst och blev 24 augusti 1716 kyrkoherde i Dagsbergs församling. År 1725 var han respondent vid prästmötet. Hallenberg avled 1732 i Dagsbergs församling och begravdes 18 maj samma år av kyrkoherden Nicolaus Corylander i Styrstads församling.

### Familj
Hallenberg gifte sig 4 maj 1718 med Catharina Ekwall (1688–1751). Hon var dotter till rådmannen Måns Jönsson och Sara Persdotter Liljewalch i Eksjö. Catharina Ekwall var änka efter kyrkoherden Emanuel Wibjörnson i Dagsbergs församling. Hallenberg och Ekwall fick tillsammans barnen lantbrukaren Kilian Hallenberg (1718–1757) i Brunneby, Dagsbergs församling, klockaren Johan Peter Hallenberg (1720–1771) i Dagsbergs församling, Daniel Hallenberg (1724–1724), Matthias Hallenberg (född 1726) och Anna Margareta Hallenberg (1728–1728).